# 索邦广场

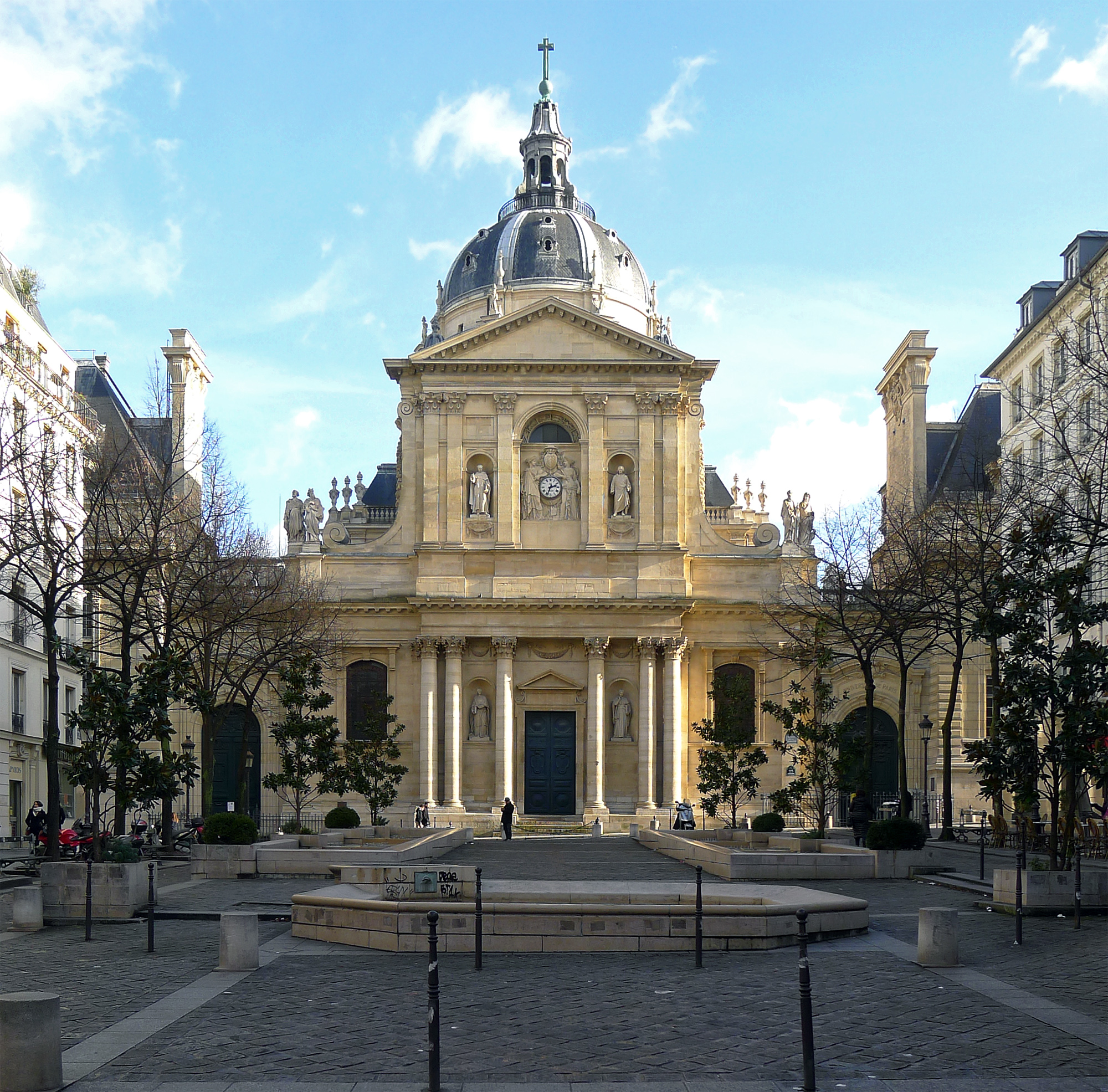

索邦广场（Place de la Sorbonne）是巴黎第五区的一个广场。长72米，宽35米。其东侧为维克托-库桑路（Rue Victor-Cousin）和索邦路（Rue de la Sorbonne）；西侧为圣米歇尔大道。北侧的中段则有商博良路（Rue Champollion）。
附近的地铁站是克呂尼-拉索邦站（10号线）以及大区快铁B线的卢森堡站。

## 名称
索邦广场得名于广场东侧的索邦大学。

## 历史
索邦广场可能位于乌鸦街（rue au Corbeau）的遗址上。
广场开辟于1639年。在法国大革命期间，它曾短暂地改名为查利耶广场（place Chalier），以表示对玛丽·约瑟夫·查利耶（Marie Joseph Chalier）的敬意。

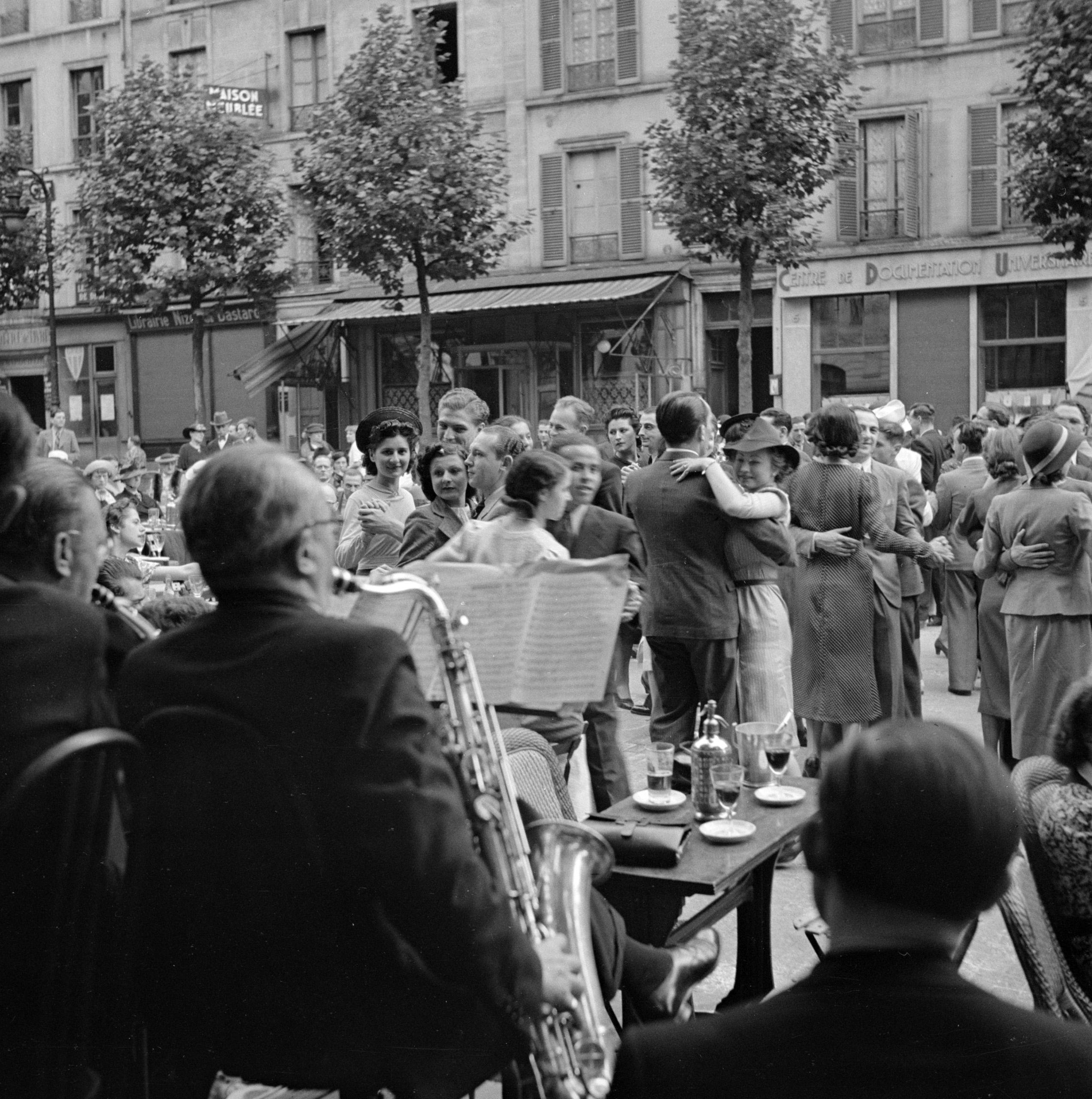
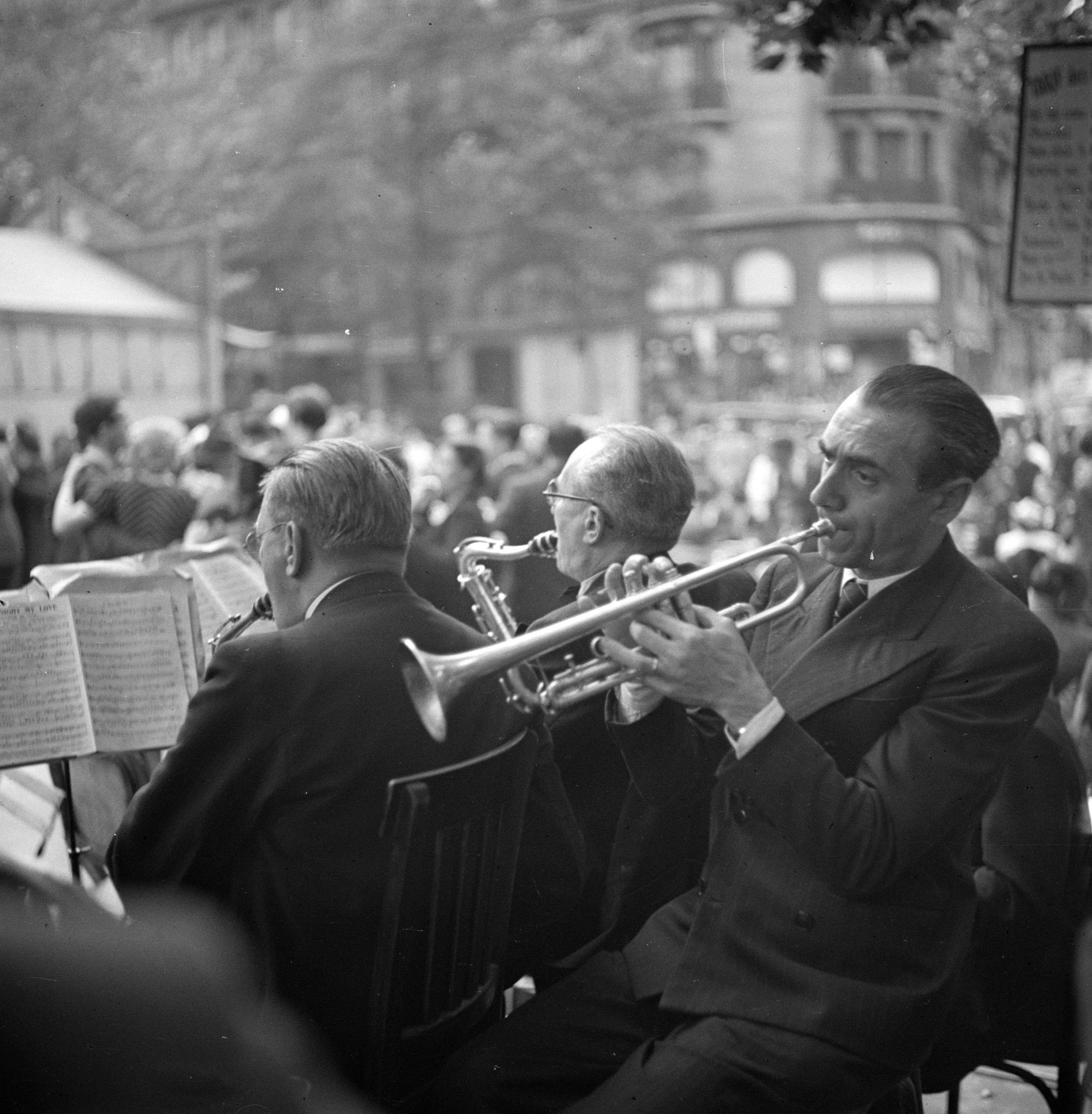
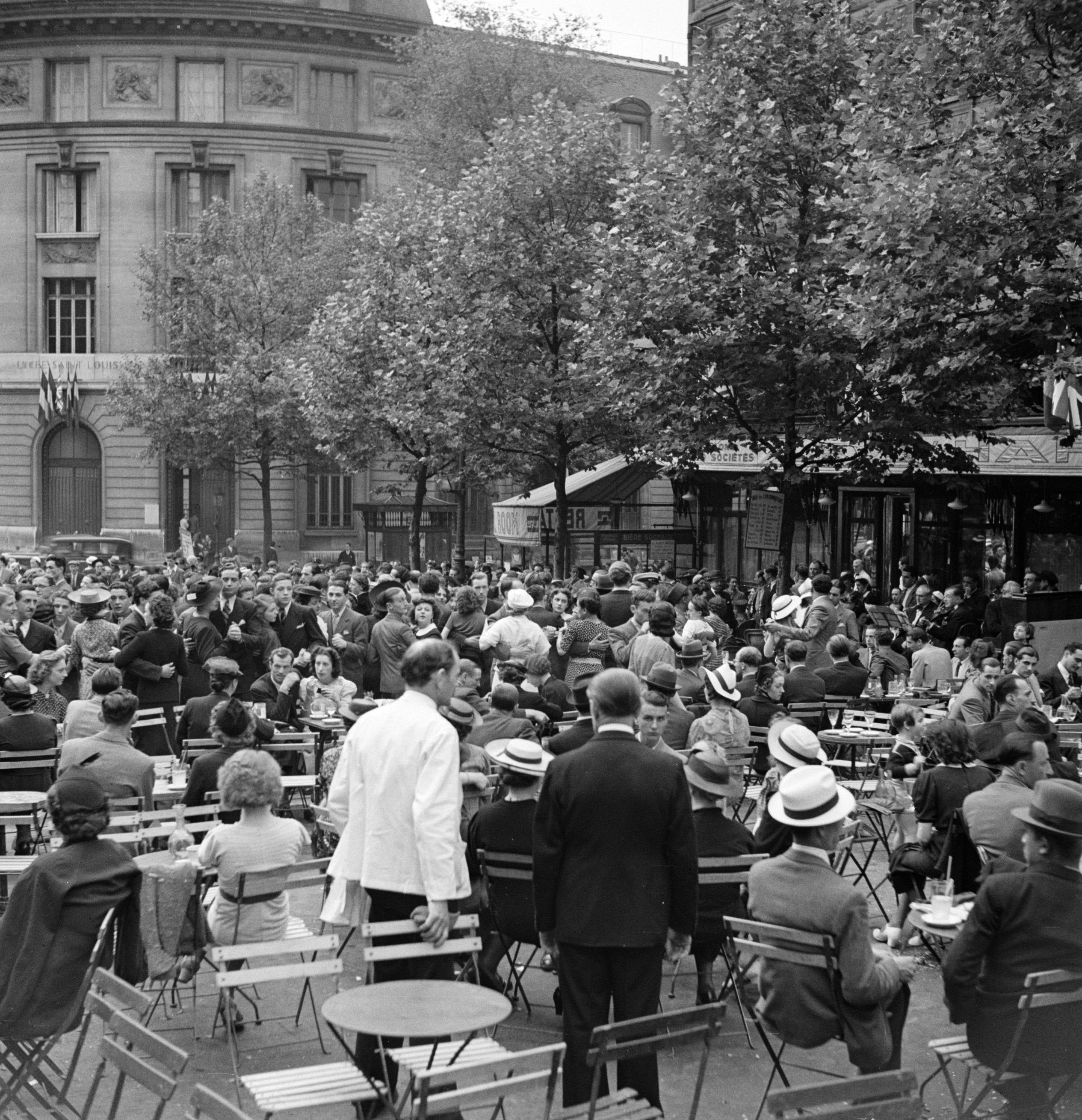
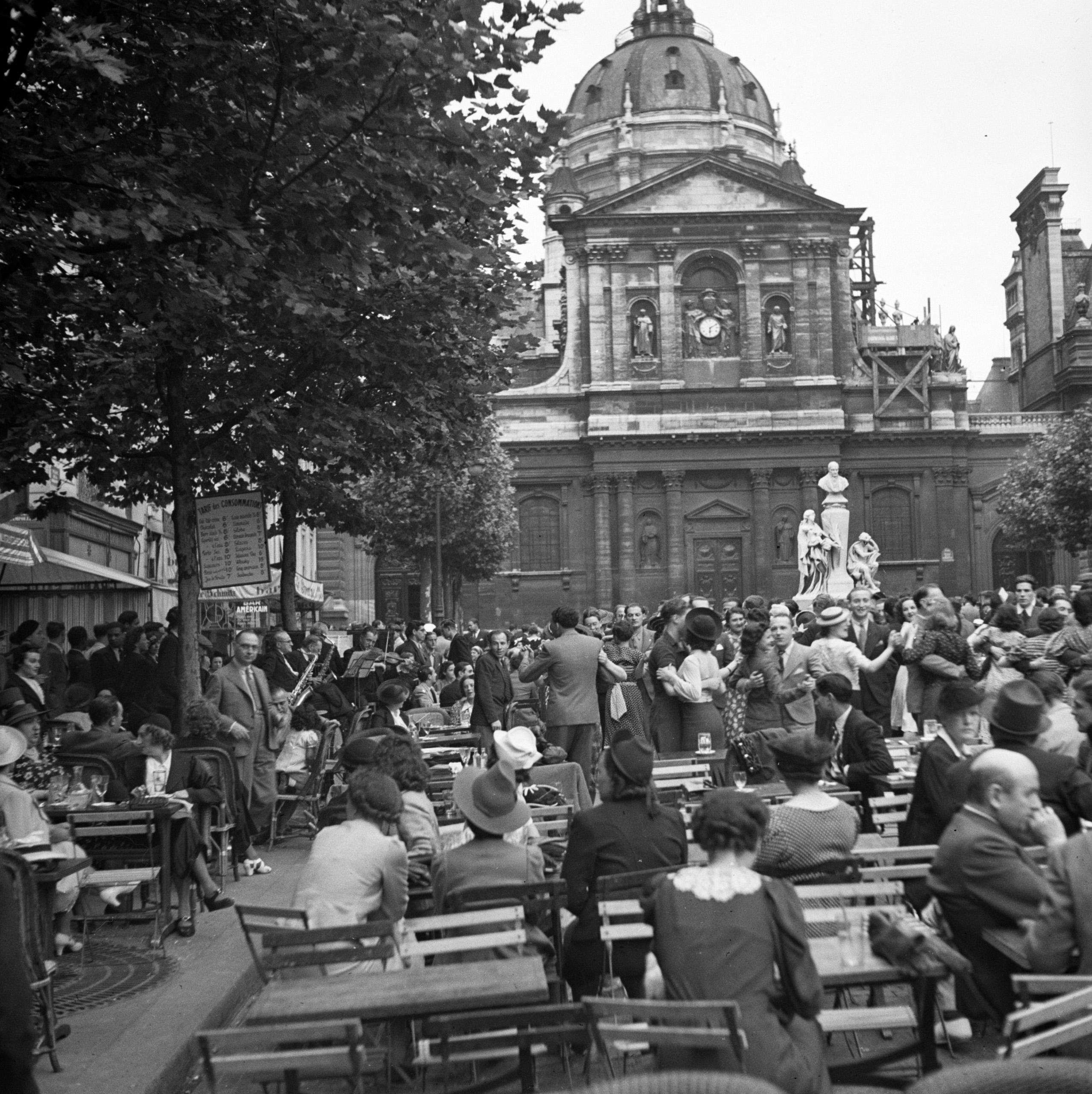
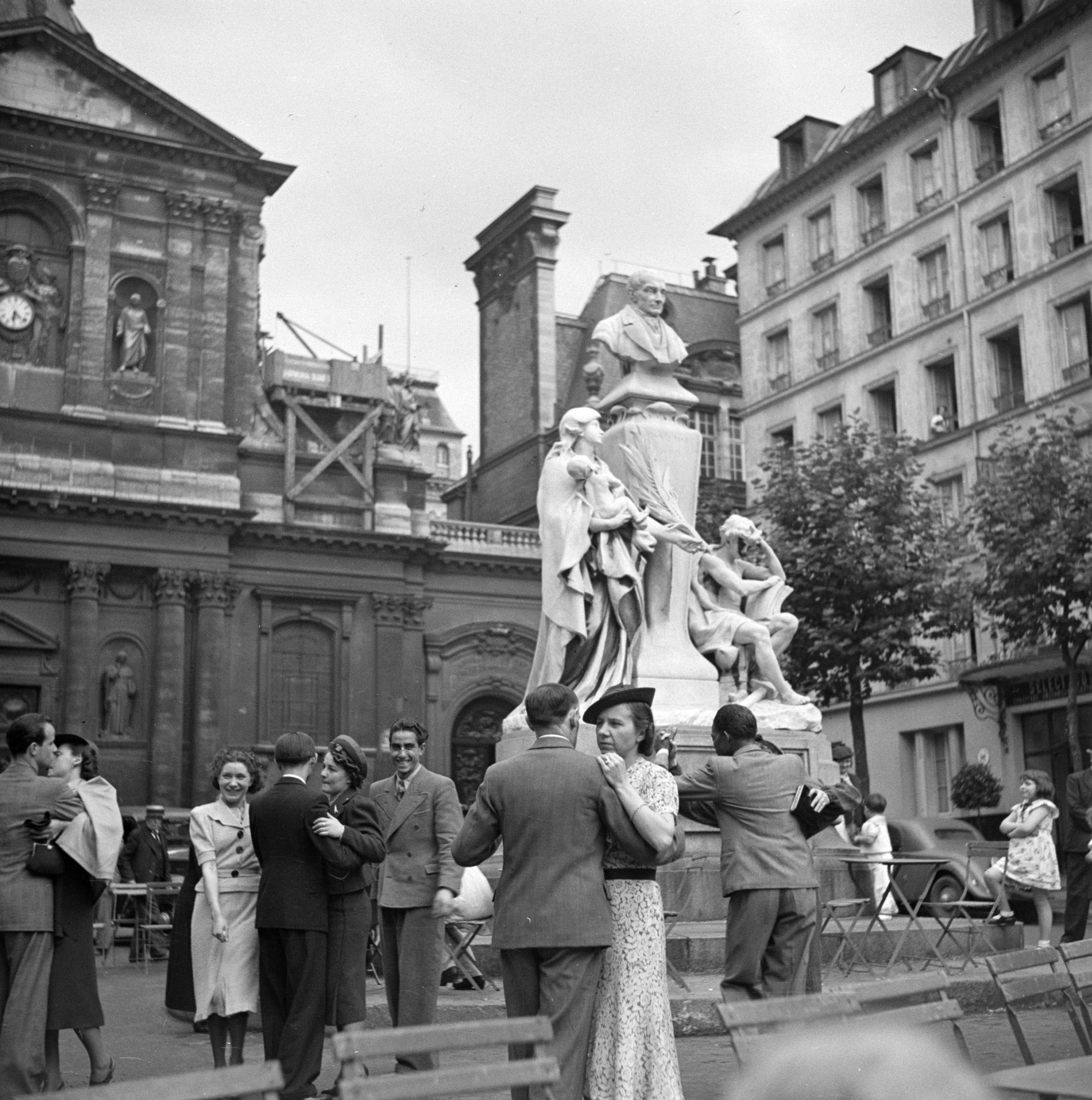

索邦广场是五月风暴中特别具有象征意义的地点。这里仍然是学生抗议的场所，特别是在2006年的学生抗议，以占领索邦为标志。

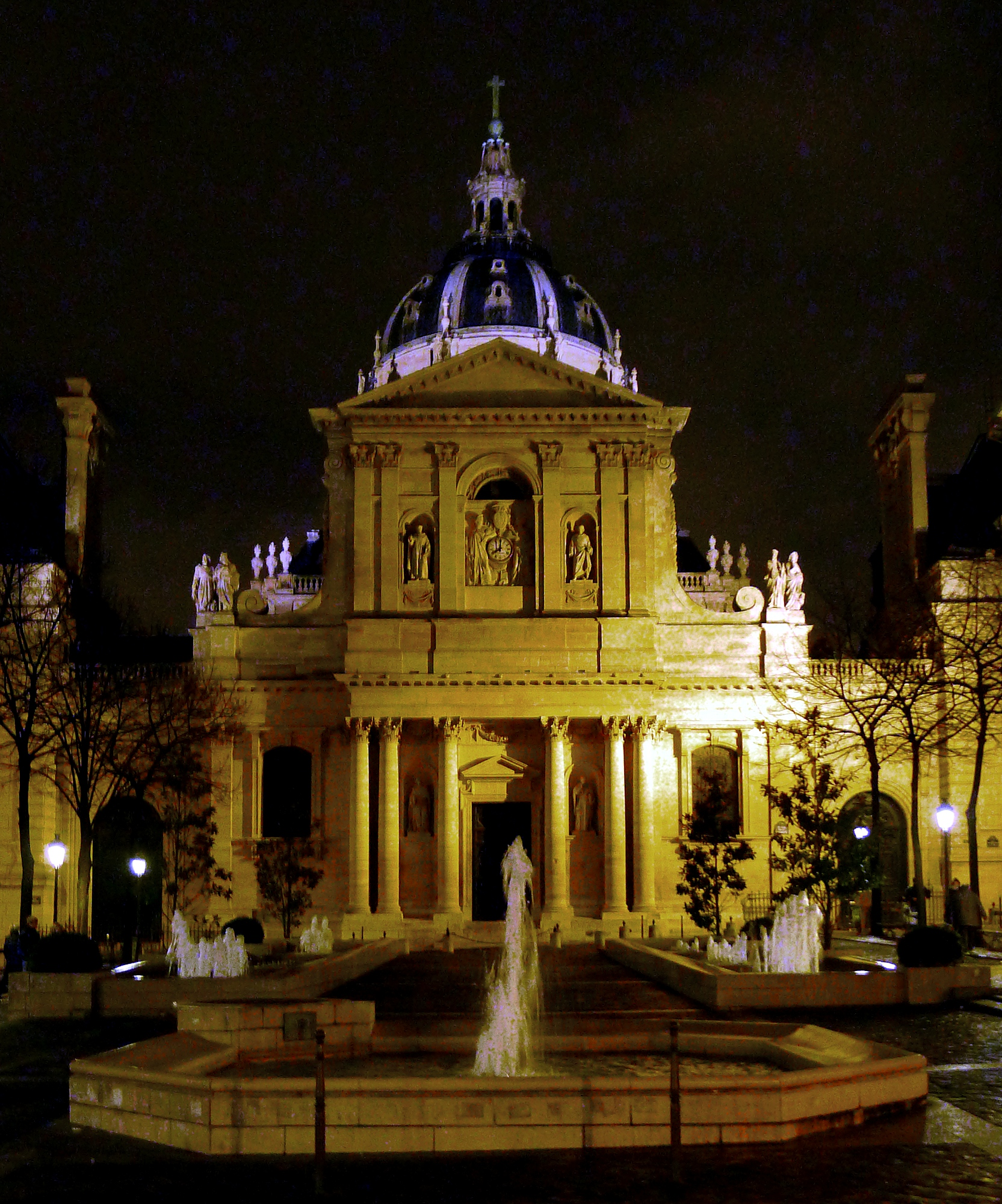
索邦大学小堂
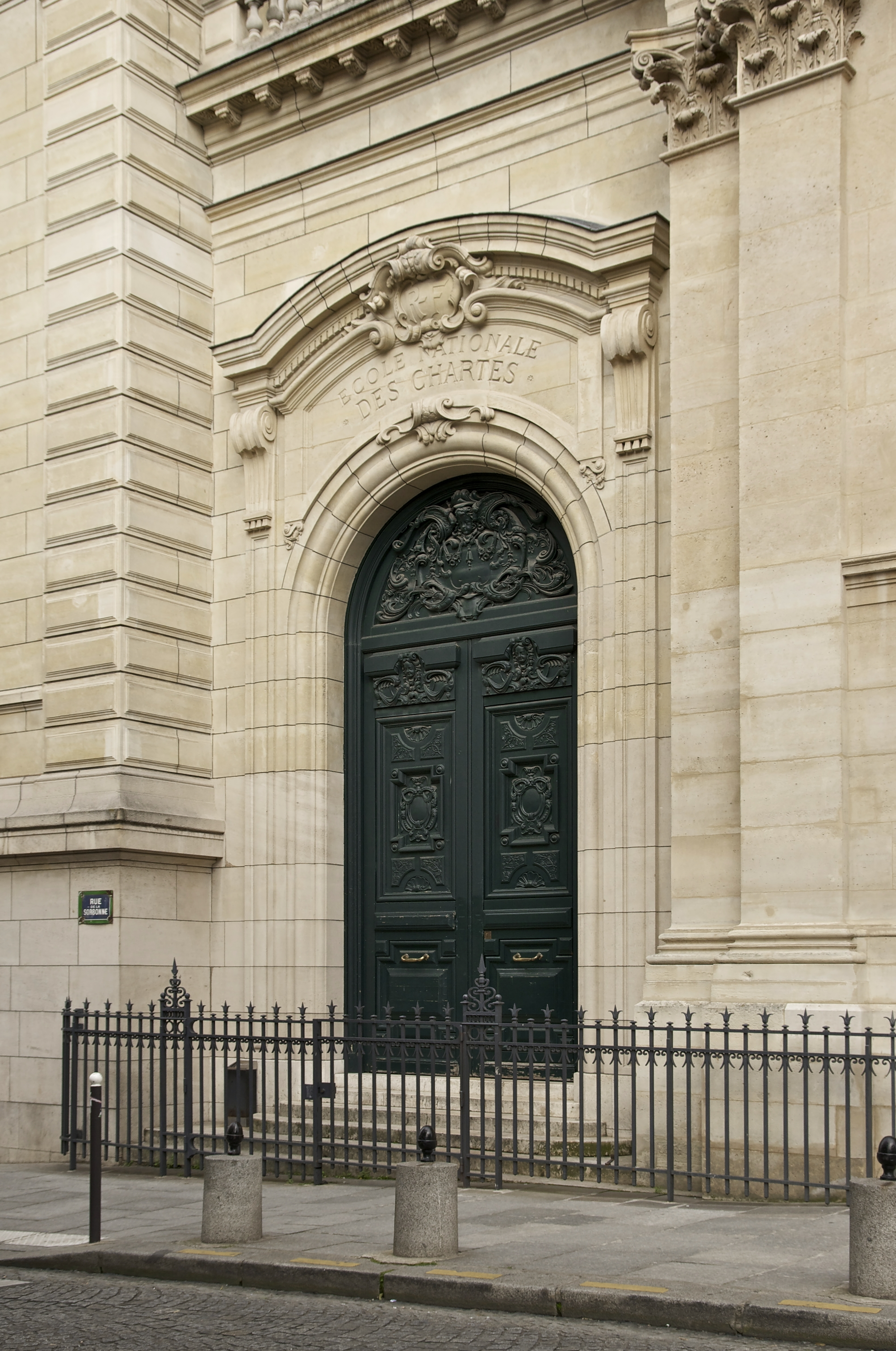
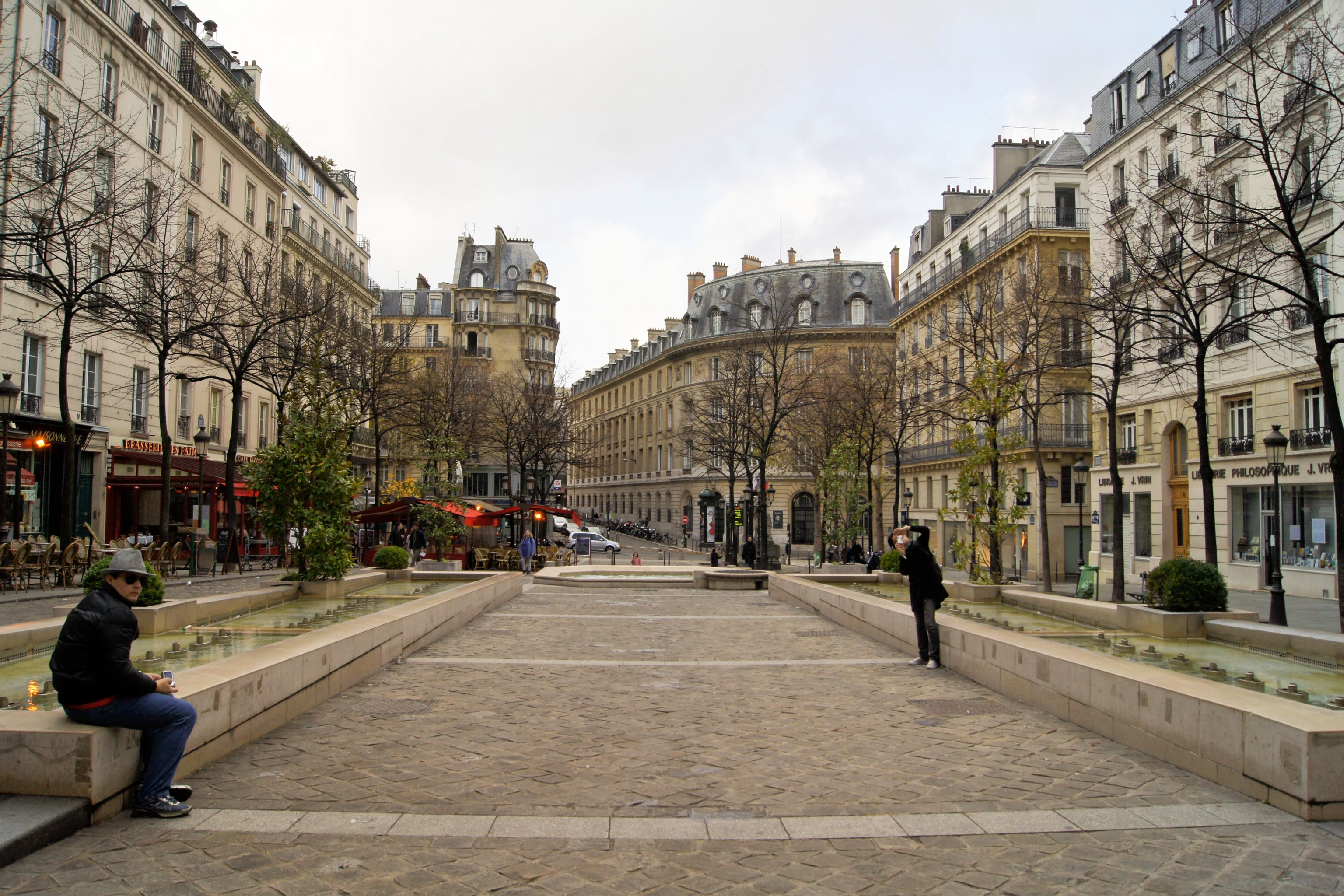
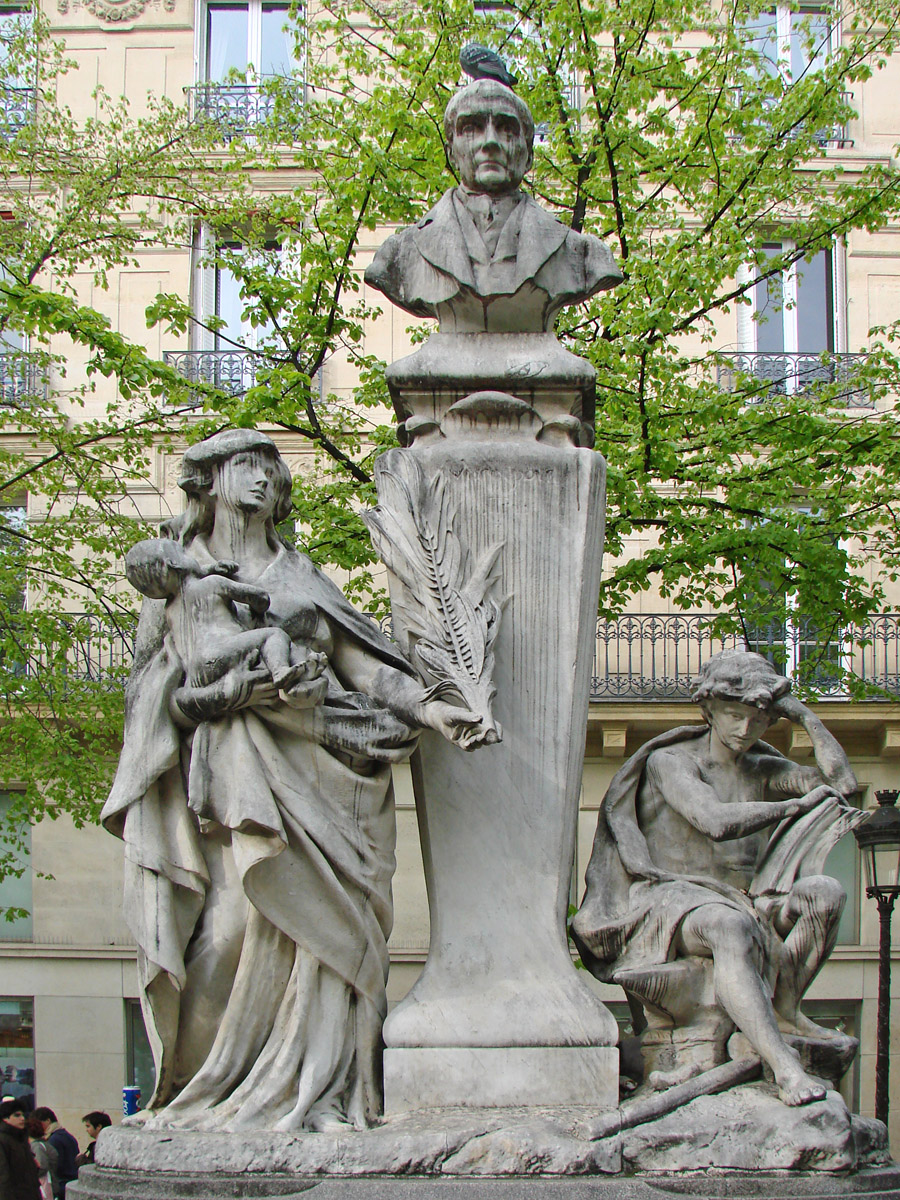
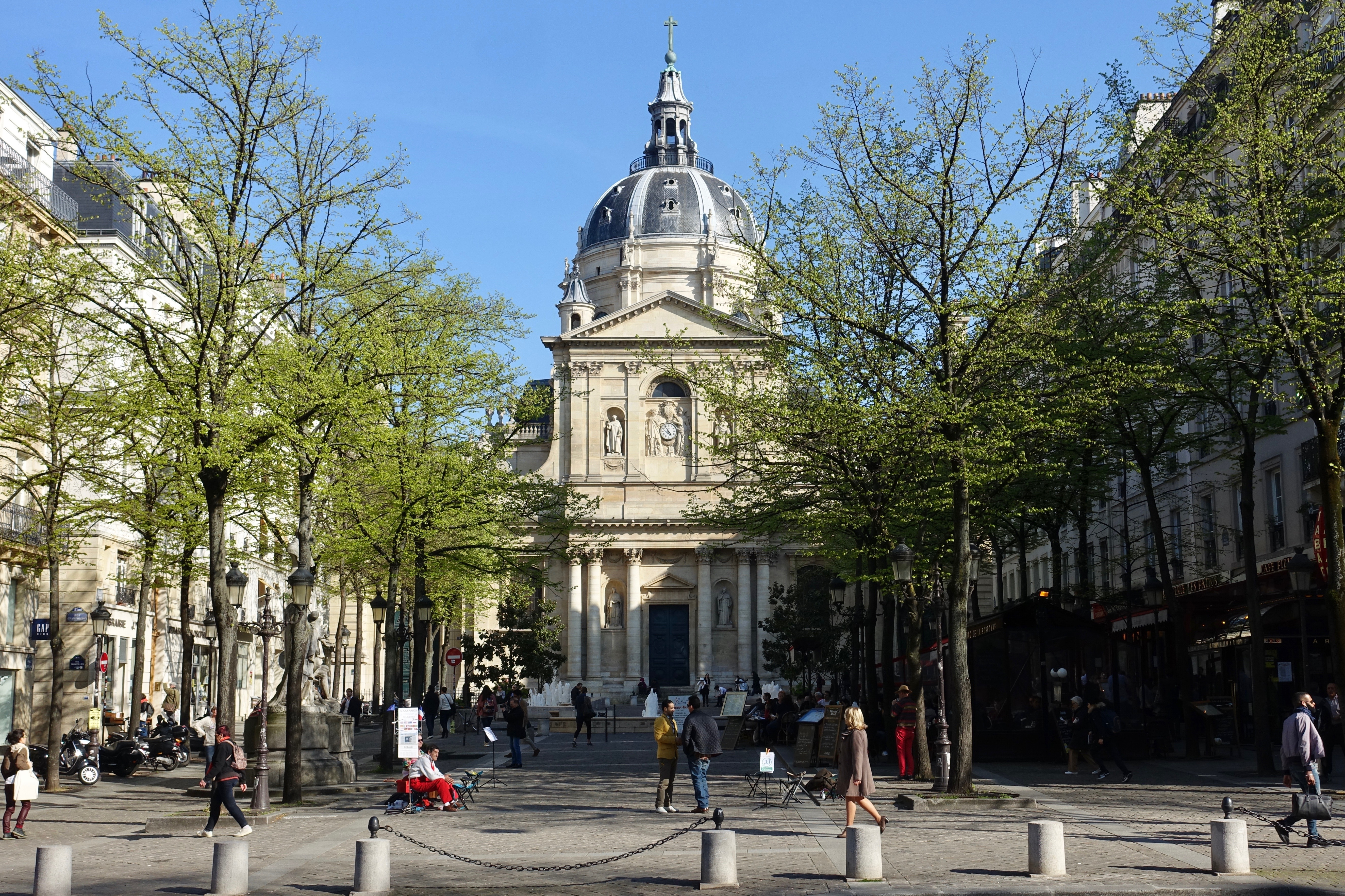
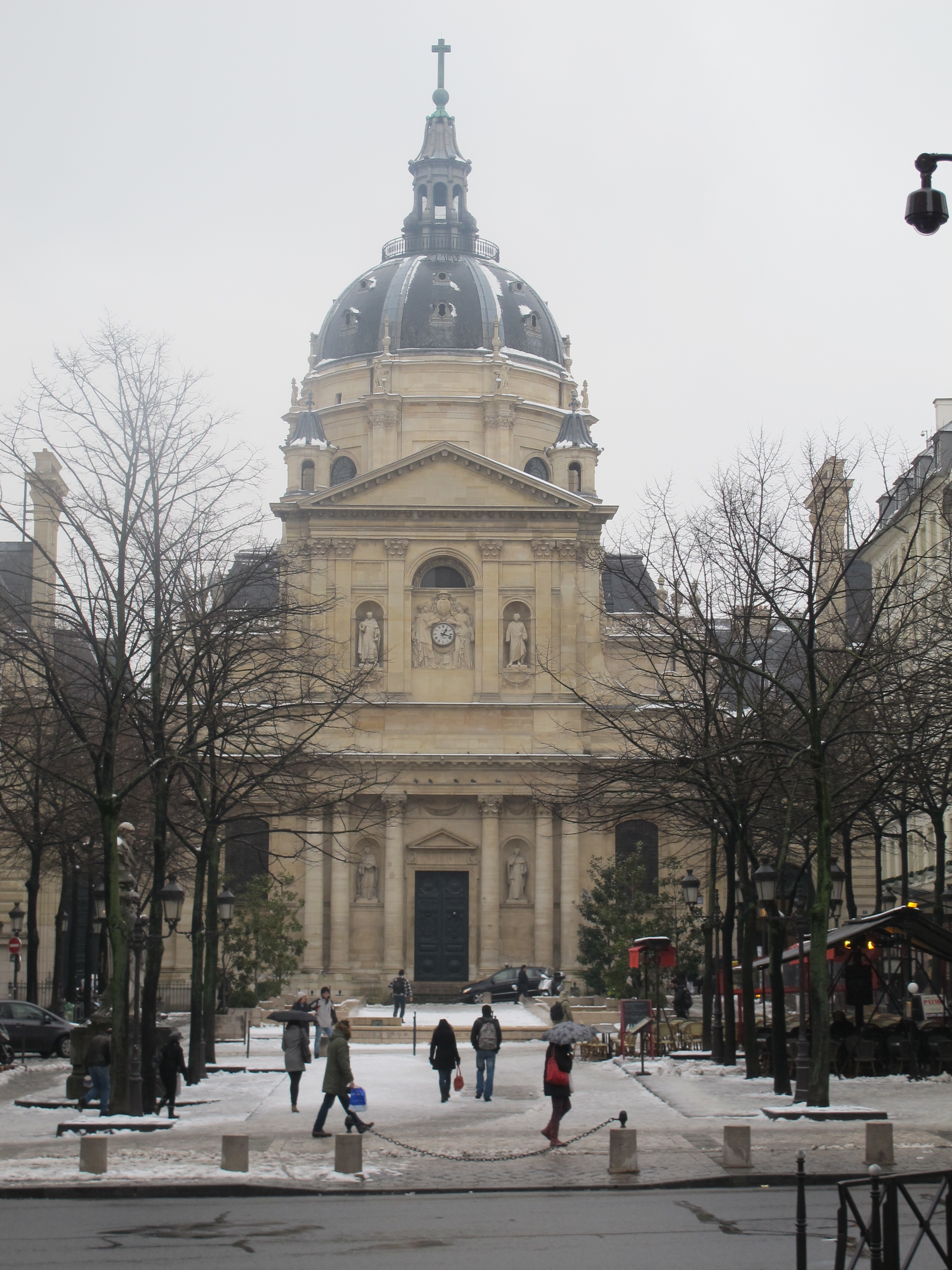